# Anne-Laure Biance
Anne-Laure Biance, née Himbert, est une scientifique française. Elle est directrice de recherches au Centre national de la recherche scientifique (CNRS). Elle étudie notamment le mouvement de fluides, comme l’eau, et plus particulièrement le comportement de ceux-ci en fonction des surfaces sur lesquelles ils s’écoulent.

## Biographie
Anne-Laure Biance est chercheuse en mécanique des fluides. Elle est ingénieur diplômée de l'École supérieure de physique et de chimie industrielles (ESPCI Paris) en 2001. Elle a obtenu avec mention, une maîtrise en physique des liquides, puis un DEA, à l'Université Pierre et Marie Curie. Elle a soutenu en 2004 une thèse de Doctorat en physique des liquides intitulée Gouttes inertielles : de la caléfaction à l'étalement, préparée sous la direction de David Quéré. En 2013, elle devient titulaire de Habilitation à diriger des recherches, soutenue à l'université Claude Bernard Lyon I sur le thème Bulles, tubes et films : quand les interfaces modulent les écoulements.

## Carrière
Elle intègre le CNRS en 2006 comme chargée de recherche. Elle a commencé sa carrière au sein du Laboratoire de physique des matériaux divisés et des interfaces de Marne-la-Vallée, puis a rejoint l’Institut lumière-matière de Villeurbanne où elle est aujourd'hui co-directrice de l'équipe Liquides et Interfaces,. Elle obtient en 2017 la Médaille de bronze du CNRS et devient, en 2019, directrice de recherches. Elle est également depuis 2018 professeure chargée de cours en mécanique à l'École polytechnique. 
Dans le cadre de ses travaux de recherche, elle développe une expertise sur les mousses liquides ainsi que sur les écoulements à l’échelle nanométrique et la conception de systèmes nano-fluidiques permettant la production d’énergie, via le processus d’osmose (flux d’eau par gradients de salinité). Grâce à ses recherches, un brevet a été déposé, qui a débouché sur la création d'une start-up bretonne appelée Sweetch energy. Cette start-up vise à produire de l'électricité à partir d'eau salée. 
Anne-Laure Biance a effectué de 2014 à 2016 un séjour scientifique au Laboratoire de matière molle (Prof. Tanaka) de l'Université de Tokyo (Japon).  
Anne-Laure Biance a dirigé quatre thèses et a été rapporteur pour sept autres thèses. En septembre 2013, elle a débuté le projet E-FOAM qu'elle coordonne. Ce projet vise à étudier le transport électrocinétique dans une mousse liquide. 
Elle travaille avec Lydéric Bocquet, Alessandro Siria, Christophe Ybert et Cécile Cottin-Bizonne sur les écoulements aux nanoéchelles induits par des différences de gradients salins.

## Publications

### Ouvrages
- Anne-Laure Biance, Gouttes inertielles : de la caléfaction à l'étalement, 2004 (lire en ligne)

### Articles
- Anne-Laure Biance, « Structure et mécanique de la mousse », Séminaire FIP 2009,‎ 2009 (lire en ligne)

## Prix et distinctions
- Médaille de bronze du CNRS (2017).